# Heldenstein
Heldenstein là một đô thị thuộc huyện Mühldorf bang Bayern nước Đức